# Up the Bracket
Up The Bracket es el primer disco de la banda de indie rock The Libertines publicado en enero de 2002. Está producido por el ex Clash Mick Jones, y se sitúa a caballo entre el rock and roll, el punk y el britpop de los 90s. "Up the bracket" alude a la frase utilizada por el cómico británico Tony Hancock en la comedia televisiva Hancock's Half Hour, que en jerga, significa literalmente "un golpe en la garganta". En el comienzo de la canción que da título al álbum, podemos apreciar la frase "Youuuuu get out of it!", que bien podría hacer alusión al comienzo de una pelea.

## Lista de canciones
Todas las canciones escritas por Pete Doherty y Carl Barât.
1. "Vertigo" – 2:37
2. "Death on the Stairs" – 3:24
3. "Horrorshow" – 2:34
4. "Time for Heroes" – 2:40
5. "Boys in the Band" – 3:42
6. "Radio America" – 3:44
7. "Up the Bracket" – 2:40
8. "Tell the King" – 3:22
9. "The Boy Looked at Johnny" – 2:38
10. "Begging" – 3:20
11. "The Good Old Days" – 2:59
12. "I Get Along" – 2:51

- Datos: Q2292774